# Brzóza (gromada)
Brzóza – dawna gromada, czyli najmniejsza jednostka podziału terytorialnego Polskiej Rzeczypospolitej Ludowej w latach 1954–1972.
Gromady, z gromadzkimi radami narodowymi (GRN) jako organami władzy najniższego stopnia na wsi, funkcjonowały od reformy reorganizującej administrację wiejską przeprowadzonej jesienią 1954 do momentu ich zniesienia z dniem 1 stycznia 1973, tym samym wypierając organizację gminną w latach 1954–1972.
Gromadę Brzóza siedzibą GRN w Brzózie utworzono – jako jedną z 8759 gromad na obszarze Polski – w powiecie kozienickim w woj. kieleckim, na mocy uchwały nr 13e/54 WRN w Kielcach z dnia 29 września 1954. W skład jednostki weszły obszary dotychczasowych gromad Adamów, Brzóza, Maciejowice i Sewerynów oraz północna część gromady Wólka Brzózka oraz wieś Brzóskie Działki z dotychczasowej gromady Stanisławów ze zniesionej gminy Brzóza w tymże powiecie. Dla gromady ustalono 21 członków gromadzkiej rady narodowej.
1 stycznia 1969 do gromady Brzóza przyłączono obszar zniesionej gromady Ursynów.
Gromada przetrwała do końca 1972 roku, czyli do kolejnej reformy gminnej.